# Khongman
Khongman é uma vila no distrito de Imphal East, no estado indiano de Manipur.

## Demografia
Segundo o censo de 2001, Khongman tinha uma população de 5465 habitantes. Os indivíduos do sexo masculino constituem 48% da população e os do sexo feminino 52%. Khongman tem uma taxa de literacia de 76%, superior à média nacional de 59.5%: a literacia no sexo masculino é de 83% e no sexo feminino é de 69%. Em Khongman, 9% da população está abaixo dos 6 anos de idade.